# A123 Systems
A123 Systems, Inc. ist ein im Jahr 2001 gegründeter, amerikanischer Hersteller von Rundzellen-Lithium-Eisenphosphat-Akkumulatoren, der nach seiner Insolvenz 2012 von dem chinesischen Hersteller Wanxiang übernommen wurde. Die von A123Systems geschützte Nanoelektroden-Technik basiert auf Entwicklungen des Massachusetts Institute of Technology.
Die Firma beschäftigte über 1100 Angestellte. Die größten Investoren dieses Privatunternehmens waren: General Electric, Alliance Capital, Sequoia Capital, CMEA Ventures, FA Technology Ventures, OnPoint, das Massachusetts Institute of Technology, Motorola, Qualcomm und via Duracell das Unternehmen Procter & Gamble. Der Unternehmensname (Firma) A123Systems ist der Formel zur Berechnung der Hamaker-Kraft-Konstante entlehnt. Die Formel beschreibt die zwischen Nanopartikeln bestehende Anziehungs- beziehungsweise Abstoßungskraft und beginnt mit A123.

## Geschichte

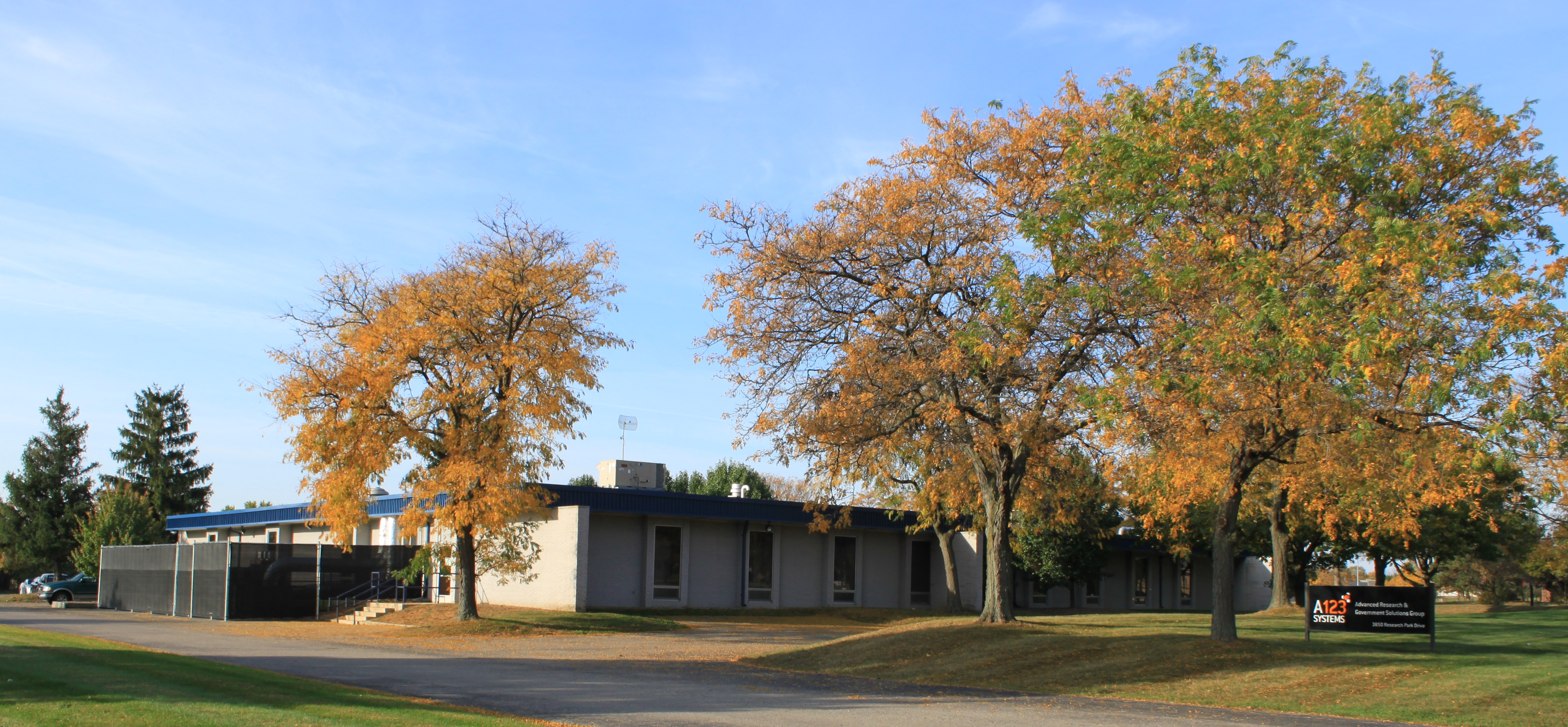
Ehemaliges Gebäude der A123 Systems Advanced Research Group im US-Bundesstaat Michigan

Im November 2005 kündigte A123Systems die Verfügbarkeit eines schnellladefähigen Lithium-Ionen-Akkusystems an. Der Lithium-Eisen-Phosphat-Akkumulator von A123Systems basiert auf dotiertem Nanophosphat, die Technologie ist beim Massachusetts Institute of Technology lizenziert.
Es wurde eine Vielzahl verschiedener Zellen hergestellt, die unter anderem in DeWalt-Werkzeugen, für den Start von Flugzeugtriebwerken, Hybridfahrzeugen, Elektromobilen und in der Photovoltaik eingesetzt werden. Im Dezember 2006 schloss das United States Advanced Battery Consortium (USABC) mit A123Systems einen Vertrag in Höhe von 15 Millionen US-Dollar ab. Die USABC ist eine Organisation, deren Anteilseigner die FCA US, Ford und General Motors sind. Die USABC schloss den Vertrag in Zusammenarbeit mit dem Energieministerium der Vereinigten Staaten ab, um die A123Systems-eigene Nanophosphat-Technik für die Verwendung in Hybridfahrzeugen weiterzuentwickeln. Entwicklungsziel war ein Hochleistungssystem, das tolerant gegenüber Missbrauch und kosteneffizient in der Herstellung ist sowie eine lange Lebensdauer besitzt.
Am 24. September 2009 fand der Börsengang des Unternehmens statt. Seitdem war A123Systems an der US-amerikanischen Technologiebörse NASDAQ unter der ISIN US03739T1088 gelistet. Der Ausgabepreis betrug 13,50 US-Dollar; das Unternehmen verkaufte 28,1 Millionen Anteilsscheine und sammelte damit 380 Millionen US-Dollar ein.
Am 16. Oktober 2012 musste das Unternehmen Insolvenz anmelden. Am 9. Dezember 2012 erhielt Chinas größter Autoteilproduzent Wanxiang den Zuschlag für 256,6 Millionen US-Dollar. Zur Auktion waren auch Johnson Controls, NEC Corporation und Siemens angetreten. Am 11. Dezember 2012 wurde der Kauf von einem Gericht in Delaware bestätigt.
Seitdem wurde unter anderem für die Schwestergesellschaft Karma Automotive produziert.